# José Mario Griecco
José Mario Griecco (* im 20. Jahrhundert) ist ein ehemaliger uruguayischer Fußballspieler.

## Karriere
Mittelfeld- bzw. Offensivakteur Griecco stieß 1959 zum in Montevideo beheimateten Club Atlético Peñarol. Er gehörte dem Kader der "Aurinegros" in der Primera División bis ins Jahr 1960 an. Sein Verein gewann in den Spielzeiten 1959 und 1960 jeweils die Uruguayische Meisterschaft. 1960 siegten die Montevideaner zudem in der seinerzeit noch als Copa Campeones de América bezeichneten Copa Libertadores. In jenem Wettbewerb kam er zunächst in der zweiten und dritten Halbfinalpartie gegen San Lorenzo als Startelfspieler zum Einsatz, wobei er im Entscheidungsspiel des Feldes verweisen wurde. Im Finalrückspiel gegen den Club Olimpia stellte ihn Trainer Roberto Scarone in der Startelf auf. Allerdings wird für diese Finalbegegnung in anderen Quellen davon abweichend berichtet, dass anstelle Grieccos Júpiter Crescio aufgelaufen sei.

## Erfolge
- Copa Campeones de América: 1960
- Uruguayischer Meister: 1959, 1960